# Předseda vlády Státu Palestina
Předseda vlády Státu Palestina (arabsky رئيس وزراء دولة فلسطين‎) je hlavou vlády Státu Palestina. Funkce byla zřízena 5. ledna 2013, kdy byla Palestinská autonomie přejmenována na Stát Palestina. Funkce nahradila funkci předsedy vlády Palestinské autonomie.

## Historie
V souvislosti s částečným uznáním Státu Palestina a získáním statusu pozorovatelského státu OSN se vedení Palestinské autonomie 5. ledna 2013 rozhodlo přejmenovat funkci předsedy vlády Palestinské autonomie na funkci předsedy vlády Státu Palestina.

## Seznam předsedů vlád Státu Palestina
| Pořadí | Portrét | Jméno (datum narození)          | Funkční období  | Funkční období  | Strana      |
| ------ | ------- | ------------------------------- | --------------- | --------------- | ----------- |
| 1.     |         | Salám Fajád (narozen 1952)      | 6. leden 2013   | 6. června 2013  | Třetí cesta |
| 2.     |         | Ramí Hamdalláh (narozen 1958)   | 6. června 2013  | 14. dubna 2019  | Fatah       |
| 3.     |         | Mohammad Štajje (narozen 1958)  | 14. dubna 2019  | 14. března 2024 | Fatah       |
| 4.     |         | Mohammad Mustafa (narozen 1954) | 14. března 2024 | úřadující       |             |